# Đường Lê Duẩn, Hà Nội
Đường Lê Duẩn là một trong những tuyến đường trung tâm nằm ở thành phố Hà Nội, Việt Nam. Nó là một phần của đoạn đường Cái Quan thời phong kiến và Quốc lộ 1 cũ.

## Đặc điểm - Vị trí
Đường này dài 2,5 km, đi từ đường Điện Biên Phủ đến nút giao hầm Kim Liên. Phố này cắt qua các phố: Điện Biên Phủ, Cao Bá Quát, Nguyễn Thái Học, Nguyễn Khuyến, Cửa Nam, Hai Bà Trưng, Nam Ngư, Lý Thường Kiệt, Trần Hưng Đạo, Nguyễn Du, Đỗ Hành, Vũ Hữu Lợi, Khâm Thiên, Nguyễn Thượng Hiền, Nguyễn Quyền, Trần Nhân Tông, Ô Đồng Lầm đến đầu đường Giải Phóng, chỗ cắt Đại Cồ Việt và Xã Đàn. Đây là tuyến đường duy nhất đi qua cả 4 quận trung tâm của Hà Nội trước sáp nhập (Ba Đình, Hai Bà Trưng, Hoàn Kiếm, Đống Đa), nay thuộc địa phận các phường Ba Đình, Văn Miếu - Quốc Tử Giám, Cửa Nam, Hai Bà Trưng. Đây là một tuyến đường chính, có tuyến đường sắt Yên Viên - Ngọc Hồi thuộc dự án đường sắt đô thị Hà Nội chạy song song. Đoạn đầu phía đông là cửa hàng "Bách hóa số 5 Nam Bộ" vì ở nhà số 5, một trong những cửa hàng phong phú và đa dạng nhất của thủ đô thời bao cấp và những năm đầu đổi mới. Hiện nay, Bách hóa này chuyển thành siêu thị Hapro Mart. Hai bên đường, cách ga Hà Nội khoảng 60m có bán các loại quần áo may kiểu quân phục. Cuối đường về mé đông là Công viên Thống Nhất. Đường Lê Duẩn hầu hết các đoạn là chạy hai chiều, ngoại trừ đoạn chạy từ Hai Bà Trưng đến Nguyễn Thượng Hiền là đoạn chạy một chiều. Đường thuộc địa bàn các phường Điện Biên (quận Ba Đình), Văn Miếu, Khâm Thiên, Trung Phụng, Phương Liên (quận Đống Đa), Cửa Nam (quận Hoàn Kiếm), Nguyễn Du và Lê Đại Hành (quận Hai Bà Trưng).

## Lịch sử
Phố này được xây dựng trên nền đất thuộc các thôn: Vĩnh Xương, Nam Môn, Hoa Ngư, Tứ Mỹ vào năm 1879. Thời Pháp thuộc quen gọi là đường Quan Lộ. Đến thế kỉ XIX, thôn Nam Môn và thôn Thụy Hoa Ngừ đổi thành thôn Nam Ngư. Đến 1947 đường này đổi là Đờ Lát Sơ (Delatte Sir). Người dân trên phố này thường quen gọi là phố Hàng Lọng.
Sau năm 1954, chính quyền thành phố Hà Nội đổi thành đường Nam Bộ, với một ý nghĩa rất sâu sắc: đây là con đường có ga Hà Nội, nơi xuất phát của các chuyến tàu vào Nam Bộ. Tên đường Nam Bộ đã xuất hiện trong bài thơ "Bài ca Xuân 1961" của nhà thơ Tố Hữu:
Tôi viết cho ai bài thơ 61?
Đêm đã khuya rồi, rét về tê buốt
Hà Nội rì rầm... Còi thổi ngoài ga
Một chuyến tàu chuyển bánh đi xa
Tiếng xình xịch, chạy dọc đường Nam Bộ...
Cái tên này kết hợp với các địa danh khác quanh khu vực như Công viên Thống Nhất, đường Giải Phóng, đảo Hòa Bình (trong Công viên Thống Nhất), v.v... đã tạo thành một quần thể địa danh, thể hiện rõ khát vọng thống nhất nước Việt Nam thời đó.
Để tưởng nhớ Tổng bí thư Lê Duẩn, chính quyền thành phố Hà Nội quyết định đổi tên đường Nam Bộ thành đường Lê Duẩn. Đồng thời, Công viên Thống Nhất bị đổi tên thành công viên Lê Nin, khiến cho tính thống nhất về mặt địa danh ở đây bị phá vỡ. Tuy nhiên, sau này, Công viên Thống Nhất đã được trả lại tên cũ, còn tên công viên Lê Nin được đổi sang cho vườn hoa Chi Lăng nơi có tượng đài Lê Nin.

## Các địa điểm nổi bật

### Ngõ 224 Lê Duẩn
Ngõ 224 Lê Duẩn là một con ngõ hẹp tọa lạc tại Khu phố cổ Hà Nội, Việt Nam, từng được mệnh danh là “Phố Đường Tàu” có các chuyến tàu siêu tốc hai lần mỗi ngày chạy qua sát các tòa nhà ở hai bên đường ray (đường ray chiếm gần như toàn bộ diện tích “đường xe lửa”). Đường ray này được người Pháp xây dựng vào năm 1902 và vẫn là tuyến đường sắt đang hoạt động cho đến tận năm 2023.
Tàu chạy vào lúc 15 giờ chiều và 19 tối hàng ngày, trên tuyến đường sắt Bắc Nam giữa Hà Nội và Thành phố Hồ Chí Minh ở phía Nam. Con hẻm chật hẹp đến mức người dân địa phương phải thu dọn đồ đạc cá nhân, bao gồm cả xe đạp và trẻ em, trước khi tàu chạy qua. Người dân địa phương thường ngồi trên đường ray, uống trà và chơi cờ. Con phố này đã trở thành một điểm dừng chân du lịch nổi tiếng ở Hà Nội nhưng bị chính quyền địa phương đóng cửa vào tháng 10 năm 2019 vì lý do an ninh do lo ngại xảy ra tai nạn nghiêm trọng. Khách du lịch thường dừng lại và chụp ảnh để đăng lên mạng xã hội dọc theo con hẻm hẹp. Trong thời gian gần đây hơn, chỗ này còn là nơi sinh sống của những hộ dân lấn chiếm đất công trái phép và dân nghiện ma túy giữa nhiều quán cà phê và tòa nhà dân cư. Đường phố quá đông đúc khiến một chuyến tàu địa phương phải định tuyến lại vào ngày 6 tháng 10 năm 2019, khiến tuyến đường này phải đóng cửa. Những quán cà phê địa phương đã mọc lên để phục vụ hoạt động buôn bán du lịch nhộn nhịp dọc theo con phố và giới chủ quán lo ngại về việc kinh doanh thua lỗ mà việc đóng cửa sẽ mang lại. Báo VnExpress dẫn lời một lái tàu đã 3 lần áp sát khách du lịch trên đường ray, có lần chỉ dừng lại cách người phụ nữ đang chụp ảnh đoàn tàu chỉ vài mét. 
Khách du lịch có thể xem đoàn tàu chạy một cách an toàn từ khu vực tiếp khách ngoài trời của các quán cà phê địa phương; chủ quán thường sẽ di chuyển ghế đẩu của họ đến gần tường hơn và khuyên khách quen làm như vậy khi tàu đến gần. Nhiều người cũng sẽ đăng thời gian tàu chạy trên bảng phấn trong tiệm của mình.

## Các tuyến xe buýt chạy qua phố Lê Duẩn
- Tuyến 01 Bến xe Gia Lâm - Bến xe Yên Nghĩa
- Tuyến 03 Bến xe Giáp Bát - Bến xe Gia Lâm
- Tuyến 11 Công viên Thống Nhất - Học viện Nông nghiệp Việt Nam (Đại học Nông nghiệp Hà Nội)
- Tuyến 32 Bến xe Giáp Bát - Nhổn (Đại học Công nghiệp Hà Nội)
- Tuyến 38 Nam Thăng Long - Mai Động
- Tuyến 40 Công viên Thống Nhất - Văn Lâm (Hưng Yên)
- Tuyến 41 Bến xe Giáp Bát - Nam Thăng Long
- Tuyến 43 Kim Mã - Thị trấn Đông Anh
- Tuyến 49 Trần Khánh Dư - Khu đô thị Mỹ Đình II - Nhổn

## Các địa điểm nổi tiếng
- Công viên Thống Nhất
- Hồ Ba Mẫu
- Hồ Bảy Mẫu
- Ga Hà Nội